# Ariana Arcu
Ariana Arcu est une violoncelliste roumaine.

## Carrière
Ariana Arcu a commencé à étudier le violoncelle à l'âge de 7 ans à Cluj, en Roumanie. Elle est la fille du violoncelliste Valentin Arcu. Elle remporté de nombreux prix nationaux, dont le premier prix du Concours de violoncelle national à Constanța en 1994.
Ariana est diplômé du Conservatoire de Musique de Bucarest, en 2000. Après une tournée et l'enregistrement de l'album Acoustica avec le groupe Scorpions, s'expatrie aux États-Unis pour poursuivre ses études à l'université de l'Alabama à Tuscaloosa.
Elle a donné des concerts en Corée du Sud, à Singapour, en Thaïlande et dans toute l'Europe. Récemment, elle a été invitée à un concert à La Havane, Cuba, avec des membres de l'Université de l'Alabama.
Elle est professeur adjoint à l'Université de l'Alabama, où elle est également candidate au doctorat. Ariana Arcu travaille à la faculté de l'Université de l'Alabama du Nord en tant que professeur de violoncelle.